# 降部

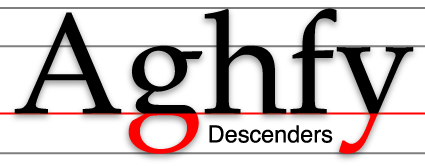
图中字母红色部分即为降部

降部（英語：Descender）在西文字体排印學中指的是一个字体中，字母向下延伸超过基线的笔画部分，也稱爲下延部。
如右圖所示，字母y第二笔的“尾巴”部分就是降部。另外字母 v两条对角线连接的时候也有超过基线的部分，虽然很少，但也是降部。 
在多数字体中，降部主要指小写字母（如g、p和y）的延伸笔画部分。但在另一些字体中，降部也用于数字字符（特别是3、4、5、7和9），在排列的时候他们的主线高度和降部字母对齐，显得偏下。这些数字被称为旧式数字。（一些斜体字体，如「Computer Modern italic」，仅把字符4作为降部处理，而其他数字却没有，因此这种字体基本上不当做旧式字体。）一些字体的大写字母的尾巴也作为降部处理，如J和Q。
与降部相对，字体中向上超过x字高的部分称为升部。

## 参閲
- x字高
- 升部
- 冰爪符（法语：Crampon (diacritique)）

## 外部連結
- 维基词典中的词条「降部」